# Chloridusa
Chloridusa Simon, 1902 è un genere di ragni appartenente alla Famiglia Salticidae.

## Distribuzione
L'unica specie oggi nota di questo genere è stata rinvenuta nel Perù e nel Brasile.

## Tassonomia
A dicembre 2010, si compone di 1 specie:
- Chloridusa viridiaurea Simon, 1902[2] — Perù, Brasile